# 宮城県立支援学校小牛田高等学園
宮城県立支援学校小牛田高等学園（みやぎけんりつ しえんがっこう こごたこうとうがくえん）は、宮城県遠田郡美里町にある公立特別支援学校。知的障害を主たる教育対象としている。

## 概要
高等部専門学科のみを擁する、知的障害を教育領域とする養護学校として開校。課程の特性上、知的障害の度合いが軽度の生徒に入学が限定される。

## 沿革
- 1988年4月1日 - 宮城県立養護学校小牛田高等学園として開校
- 2009年4月1日 - 校名を宮城県立支援学校小牛田高等学園に改称

## 学部・学科
- 高等部
  - 普通科

## 教科
- 国語・社会・数学・音楽・美術・保健体育・職業・家庭科・外国語（英語）・情報 ・理科（理科室が食品加工班の調理室となったため、寄宿舎で特別授業として授業を行っている）等